# Placocystites
Placocystites is een geslacht van uitgestorven stekelhuidigen, dat leefde tijdens het Laat-Siluur.

## Beschrijving
Deze carpoïde had een afgeplatte en in omtrek rechthoekige kop met een centraal liggende mond. De kop was samengesteld uit grote, dunne calcietplaten, die voorzien waren van een fijne golfribbeling. Bovenaan bevonden zich twee stekelige staafvormige uitsteeksels. De normale kelkdiameter bedroeg ongeveer twee centimeter.

## Leefwijze
Dit geslacht bewoonde de zeebodem en verplaatste zich door middel van zijn staart.